# Мир-Гази
Мир-Гази е владетел на Волжка България от 1225 до 1229 г. Син на хан Отяк, правнук на Шамгун Шам-Саин и брат на хан Габдула Челбир. По време на управлението му България продължава да бъде първостепенен фактор в североизточните земи на Европа. Опитва се чрез дипломация да спре нашествието на монголците и по време на управлението му има мир. Умира през 1229 г.
Според някои историци Мир-Гази и Гази-Барадж Бурундай са една и съща личност.